# Seiichi Negishi
Seiichi Negishi (født 20. april 1969) er en tidligere japansk fodboldspiller.
Han har spillet for flere forskellige klubber i sin karriere, herunder Honda FC og Kashima Antlers.